# Sierra de Jémez

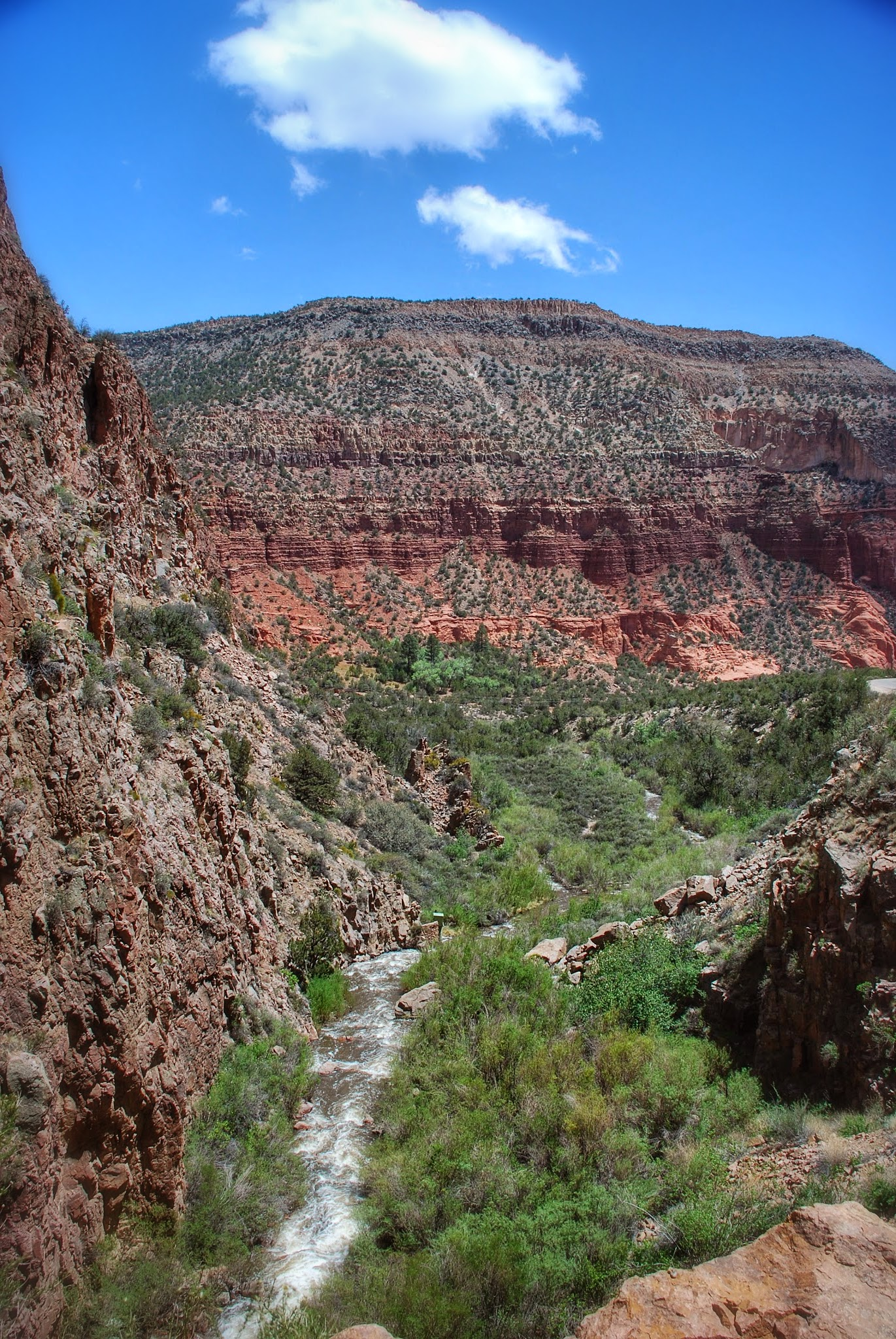
Vista sobre la sierra Jémez desde la carretera forestal 376 en Jemez Springs, Nuevo México.

La sierra de Jémez es un cordal montañoso formado por un grupo de montañas de origen volcánico en el estado de Nuevo México en los Estados Unidos de América.  Su punto más elevado es el cerro de Chicoma con sus 3 524 metros. El pueblo de Los Álamos y el laboratorio nacional de Los Álamos se ubican en la parte oriental de la sierra, mientras que el pueblo de Jémez Springs se encuentra al occidente. El área de esquí del cerro del Pajarito es el único lugar para esquiar en la sierra. La autopista estatal 4 es la principal vía de acceso a los predios de la sierra de Jémez.
Las Montañas de Jémez se encuentran al norte de la cuenca de Albuquerque, en el rift del Río Grande. Son un ejemplo clásico de vulcanismo intracontinental y consisten en una cresta ampliamente circular que rodea la famosa Caldera de los Valles. Esta última es el lugar tipo para las erupciones de caldera resurgentes.